# Pauesia akamatsucola
Pauesia akamatsucola är en stekelart som beskrevs av Hajimu Takada 1968. Pauesia akamatsucola ingår i släktet Pauesia och familjen bracksteklar. Inga underarter finns listade i Catalogue of Life.